# Bouvreuil
Pyrrhula
Genre
Les bouvreuils (du latin bovariolus, « petit bœuf » à cause de leur corps trapu ou « petit bouvier » car suivant volontiers le laboureur qui conduit la charrue) forment le genre Pyrrhula (du grec pyrrhos, « couleur de feu », référence à la couleur flamme de leur plastron). Ce sont des passereaux appartenant à la famille des Fringillidae et à la sous-famille des Carduelinae. On compte sept espèces de bouvreuils, dont un, le bouvreuil des Açores, est en danger critique d'extinction selon l'UICN. Cette dernière espèce vit aux Açores, tandis que les six autres se trouvent toutes en Eurasie.

## Liste des espèces
Selon la classification de référence du Congrès ornithologique international (version 14.1, 2024) :
- Pyrrhula nipalensis Hodgson, 1836 – Bouvreuil brun
- Pyrrhula aurantiaca Gould, 1858 – Bouvreuil orangé
- Pyrrhula erythrocephala Vigors, 1832 – Bouvreuil à tête rouge
- Pyrrhula erythaca Blyth, 1862 – Bouvreuil à tête grise
- Pyrrhula owstoni Rothschild & Hartert, 1907 – Bouvreuil de Taïwan
- Pyrrhula leucogenis Ogilvie-Grant, 1895 – Bouvreuil des Philippines
- Pyrrhula pyrrhula Linnaeus, 1758 – Bouvreuil pivoine
- Pyrrhula murina Godman, 1866 – Bouvreuil des Açores

En 2017, une nouvelle espèce (disparue) a été décrite (Zootaxa) :
- Pyrrhula crassa Rando, Pieper, Olson, Pereira & Alcover.